# Passeport burkinabé
Le passeport burkinabé est un document de voyage international délivré aux ressortissants burkinabés, et qui peut aussi servir de preuve de la citoyenneté burkinabée.

## Liste des pays sans visa ou visa à l'arrivée

### Voyage sans visa pendant 3 mois
- Bénin
- Côte d'Ivoire
- Kenya
- Maroc
- Niger
- Sénégal
- Sierra Leone
- Guinée
- Ghana
- Mali
- Togo
- Nigeria
- Haïti

Prix pour les visas à l'arrivée : USD50.

### Voyage sans visa pendant 90 jours
- Bangladesh
- Bolivie

Prix pour les visas à l'arrivée : USD52.

### Voyage sans visa pendant 1 mois
- Malaisie

### Voyage sans visa pendant 21 jours
- Dominique
- Philippines

### Voyage sans visa pendant 14 jours
- Hong Kong

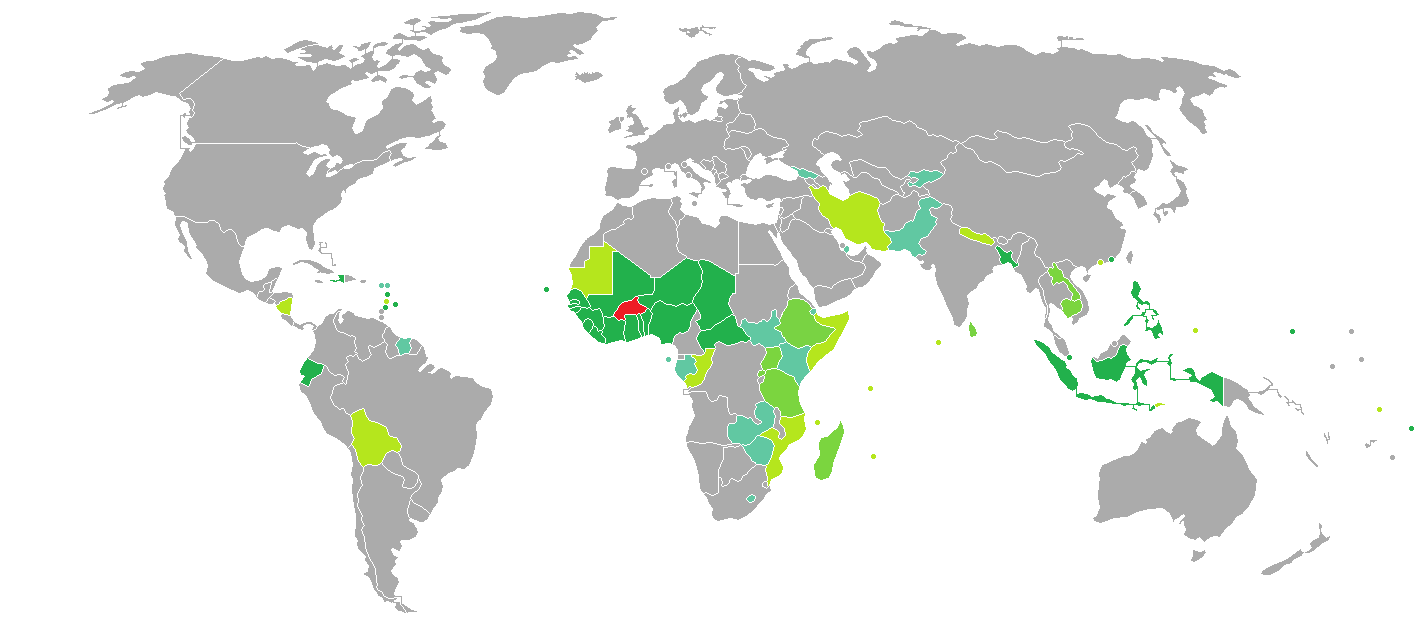
Burkina Faso
Visa non nécessaire
Visa à l'arrivée
Système de visa électronique
Visa électronique ou à l'arrivée
Visa requis avant l'arrivée
Interdiction de voyager